# 与那城御殿

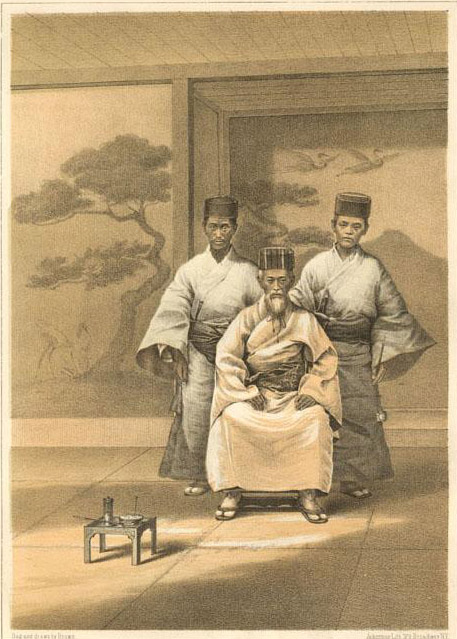
ペリー提督と会見する総理官・尚宏勲こと、与那城王子朝紀（当時、仲里按司朝紀）、1853年。

与那城御殿（よなしろ、よなぐすくうどぅん）は、尚質王の七男・尚弘善、宜野湾王子朝義（1658年6月3日（順治15年5月3日） - 1694年6月1日（康煕33年5月9日））を元祖とする琉球王族。第二尚氏の分家で琉球王国の大名。琉球王国末期に与那城間切（現・うるま市与那城地区）の按司地頭を務めたことから与那城御殿と呼ばれる。
与那城御殿は、領地替えにともない何度か家名が変わっている。七世・朝武が早世したため、分家の小波津家から与那城王子朝紀を養子に迎えた。朝紀ははじめ仲里按司朝紀と称したが、1861年に摂政に任命され与那城王子と称した。八世・朝知のときに廃藩置県を迎えた。

## 系譜
- 一世・尚弘善・宜野湾王子朝義
- 二世・不詳
- 三世・向文明・玉川按司朝雄
- 四世・尚全徳・玉川王子朝計
- 五世・向天保・玉川按司朝英
- 五世・玉川按司朝愛
- 六世・向思謙・玉川按司朝祥（与那城御殿支流、向氏小波津殿内五世・小波津親方朝虎の五男。朝愛の養子となる。実父朝虎は四世・朝計の息子で小波津家へ養子。）
- 七世・波平按司朝武
- 七世・尚宏勲・与那城王子朝紀
- 八世・与那城按司朝知
- 九世・与那城朝俊